# André Biyogo Poko
André Biyogo Poko (Bitam, 7 marzo 1993) è un calciatore gabonese, centrocampista dell'Amed e della nazionale gabonese.

## Carriera

### Club
Il giocatore gabonese, acquistato nel 2011 dal Bordeaux, viene convocato per la prima volta nella partita di Ligue 1 del 15 ottobre Nizza-Bordeaux (3-0) senza però scendere in campo.

## Statistiche
Statistiche aggiornate al 19 gennaio 2022.

### Cronologia presenze e reti in nazionale
| Cronologia completa delle presenze e delle reti in nazionale ― Gabon | Cronologia completa delle presenze e delle reti in nazionale ― Gabon | Cronologia completa delle presenze e delle reti in nazionale ― Gabon | Cronologia completa delle presenze e delle reti in nazionale ― Gabon | Cronologia completa delle presenze e delle reti in nazionale ― Gabon | Cronologia completa delle presenze e delle reti in nazionale ― Gabon | Cronologia completa delle presenze e delle reti in nazionale ― Gabon | Cronologia completa delle presenze e delle reti in nazionale ― Gabon |
| Data                                                                 | Città                                                                | In casa                                                              | Risultato                                                            | Ospiti                                                               | Competizione                                                         | Reti                                                                 | Note                                                                 |
| -------------------------------------------------------------------- | -------------------------------------------------------------------- | -------------------------------------------------------------------- | -------------------------------------------------------------------- | -------------------------------------------------------------------- | -------------------------------------------------------------------- | -------------------------------------------------------------------- | -------------------------------------------------------------------- |
| 11-8-2010                                                            | Algeri                                                               | Algeria                                                              | 1 – 2                                                                | Gabon                                                                | Amichevole                                                           | -                                                                    | 89’                                                                  |
| 6-9-2010                                                             | Cannes                                                               | Burkina Faso                                                         | 1 – 1                                                                | Gabon                                                                | Amichevole                                                           | -                                                                    | Uscita                                                               |
| 8-10-2010                                                            | Mascate                                                              | Oman                                                                 | 1 – 0                                                                | Gabon                                                                | Amichevole                                                           | -                                                                    | 46’                                                                  |
| 12-10-2010                                                           | Istanbul                                                             | Arabia Saudita                                                       | 1 – 0                                                                | Gabon                                                                | Amichevole                                                           | -                                                                    |                                                                      |
| 17-11-2010                                                           | Saint-Gratien                                                        | Senegal                                                              | 2 – 1                                                                | Gabon                                                                | Amichevole                                                           | -                                                                    | Ammonizione                                                          |
| 7-6-2011                                                             | Moanda                                                               | Gabon                                                                | 0 – 1                                                                | Gambia                                                               | Amichevole                                                           | -                                                                    | 50’                                                                  |
| 10-8-2011                                                            | Saint-Gratien                                                        | Gabon                                                                | 1 – 1                                                                | Guinea                                                               | Amichevole                                                           | -                                                                    |                                                                      |
| 6-9-2011                                                             | Nizza                                                                | Gabon                                                                | 1 – 0                                                                | Niger                                                                | Amichevole                                                           | -                                                                    | Uscita                                                               |
| 10-11-2011                                                           | Libreville                                                           | Gabon                                                                | 0 – 2                                                                | Brasile                                                              | Amichevole                                                           | -                                                                    | 86’                                                                  |
| 15-11-2011                                                           | Saint-Leu-la-Forêt                                                   | Ghana                                                                | 2 – 1                                                                | Gabon                                                                | Amichevole                                                           | -                                                                    | Uscita                                                               |
| 9-1-2012                                                             | Bitam                                                                | Gabon                                                                | 0 – 0                                                                | Burkina Faso                                                         | Amichevole                                                           | -                                                                    |                                                                      |
| 16-1-2012                                                            | Franceville                                                          | Gabon                                                                | 0 – 0                                                                | Sudan                                                                | Amichevole                                                           | -                                                                    |                                                                      |
| 23-1-2012                                                            | Libreville                                                           | Gabon                                                                | 2 – 0                                                                | Niger                                                                | Coppa d'Africa 2012 - 1º turno                                       | -                                                                    | 91’                                                                  |
| 27-1-2012                                                            | Libreville                                                           | Gabon                                                                | 3 – 2                                                                | Marocco                                                              | Coppa d'Africa 2012 - 1º turno                                       | -                                                                    | 10’ 97’                                                              |
| 31-1-2012                                                            | Franceville                                                          | Gabon                                                                | 1 – 0                                                                | Tunisia                                                              | Coppa d'Africa 2012 - 1º turno                                       | -                                                                    |                                                                      |
| 5-2-2012                                                             | Libreville                                                           | Gabon                                                                | 1 – 1 dts (4 - 5 dtr)                                                | Mali                                                                 | Coppa d'Africa 2012 - Quarti di finale                               | -                                                                    |                                                                      |
| 8-9-2012                                                             | Cotonou                                                              | Gabon                                                                | 1 – 1                                                                | Togo                                                                 | Qual. Coppa d'Africa 2013                                            | -                                                                    | 60’                                                                  |
| 11-9-2012                                                            | Beauvais                                                             | Gabon                                                                | 1 – 0                                                                | Arabia Saudita                                                       | Amichevole                                                           | -                                                                    | Uscita                                                               |
| 14-11-2012                                                           | Libreville                                                           | Gabon                                                                | 2 – 2                                                                | Portogallo                                                           | Amichevole                                                           | 1                                                                    |                                                                      |
| 23-3-2013                                                            | Pointe-Noire                                                         | Rep. del Congo                                                       | 1 – 0                                                                | Gabon                                                                | Qual. Mondiali 2014                                                  | -                                                                    | 17’ 66’                                                              |
| 8-6-2013                                                             | Franceville                                                          | Gabon                                                                | 0 – 0                                                                | Rep. del Congo                                                       | Qual. Mondiali 2014                                                  | -                                                                    |                                                                      |
| 15-6-2013                                                            | Franceville                                                          | Gabon                                                                | 4 – 1                                                                | Niger                                                                | Qual. Mondiali 2014                                                  | -                                                                    | 44’ 89’                                                              |
| 5-3-2014                                                             | Marrakech                                                            | Marocco                                                              | 1 – 1                                                                | Gabon                                                                | Amichevole                                                           | -                                                                    |                                                                      |
| 11-10-2014                                                           | Libreville                                                           | Gabon                                                                | 2 – 0                                                                | Burkina Faso                                                         | Qual. Coppa d'Africa 2015                                            | -                                                                    |                                                                      |
| 15-10-2014                                                           | Ouagadougou                                                          | Burkina Faso                                                         | 1 – 1                                                                | Gabon                                                                | Qual. Coppa d'Africa 2015                                            | -                                                                    | 62’                                                                  |
| 15-11-2014                                                           | Luanda                                                               | Angola                                                               | 0 – 0                                                                | Gabon                                                                | Qual. Coppa d'Africa 2015                                            | -                                                                    |                                                                      |
| 19-11-2014                                                           | Libreville                                                           | Gabon                                                                | 4 – 2                                                                | Lesotho                                                              | Qual. Coppa d'Africa 2015                                            | -                                                                    |                                                                      |
| 9-1-2015                                                             | Casablanca                                                           | Senegal                                                              | 1 – 0                                                                | Gabon                                                                | Amichevole                                                           | -                                                                    | 46’                                                                  |
| 17-1-2015                                                            | Bata                                                                 | Burkina Faso                                                         | 0 – 2                                                                | Gabon                                                                | Coppa d'Africa 2015 - 1º turno                                       | -                                                                    |                                                                      |
| 21-1-2015                                                            | Bata                                                                 | Gabon                                                                | 0 – 1                                                                | Rep. del Congo                                                       | Coppa d'Africa 2015 - 1º turno                                       | -                                                                    | 74’                                                                  |
| 25-1-2015                                                            | Bata                                                                 | Guinea Equatoriale                                                   | 2 – 0                                                                | Gabon                                                                | Coppa d'Africa 2015 - 1º turno                                       | -                                                                    | 69’                                                                  |
| 25-3-2015                                                            | Beauvais                                                             | Gabon                                                                | 4 – 3                                                                | Mali                                                                 | Amichevole                                                           | -                                                                    |                                                                      |
| 30-3-2015                                                            | Istanbul                                                             | Gabon                                                                | 0 – 0                                                                | Bielorussia                                                          | Amichevole                                                           | -                                                                    | 67’                                                                  |
| 6-6-2015                                                             | Niamey                                                               | Niger                                                                | 2 – 1                                                                | Gabon                                                                | Amichevole                                                           | -                                                                    |                                                                      |
| 14-6-2015                                                            | Libreville                                                           | Gabon                                                                | 0 – 0                                                                | Costa d'Avorio                                                       | Amichevole                                                           | -                                                                    | 76’                                                                  |
| 5-9-2015                                                             | Libreville                                                           | Gabon                                                                | 4 – 0                                                                | Sudan                                                                | Amichevole                                                           | -                                                                    | 76’                                                                  |
| 9-10-2015                                                            | Radès                                                                | Tunisia                                                              | 3 – 3                                                                | Gabon                                                                | Amichevole                                                           | -                                                                    | 46’                                                                  |
| 12-10-2015                                                           | Visé                                                                 | Gabon                                                                | 1 – 2                                                                | RD del Congo                                                         | Amichevole                                                           | -                                                                    | 81’                                                                  |
| 14-11-2015                                                           | Libreville                                                           | Gabon                                                                | 1 – 0 dts (4 - 3 dtr)                                                | Mozambico                                                            | Qual. Mondiali 2018                                                  | -                                                                    | 97’                                                                  |
| 28-5-2016                                                            | Sant Adrià de Besòs                                                  | Mauritania                                                           | 2 – 0                                                                | Gabon                                                                | Amichevole                                                           | -                                                                    |                                                                      |
| 4-6-2016                                                             | Bouaké                                                               | Costa d'Avorio                                                       | 2 – 1                                                                | Gabon                                                                | Amichevole                                                           | -                                                                    |                                                                      |
| 2-9-2016                                                             | Khartum                                                              | Sudan                                                                | 1 – 2                                                                | Gabon                                                                | Amichevole                                                           | -                                                                    |                                                                      |
| 6-9-2016                                                             | Limbé                                                                | Camerun                                                              | 2 – 1                                                                | Gabon                                                                | Amichevole                                                           | -                                                                    | 46’                                                                  |
| 8-10-2016                                                            | Franceville                                                          | Gabon                                                                | 0 – 0                                                                | Marocco                                                              | Qual. Mondiali 2018                                                  | -                                                                    |                                                                      |
| 12-11-2016                                                           | Bamako                                                               | Mali                                                                 | 0 – 0                                                                | Gabon                                                                | Qual. Mondiali 2018                                                  | -                                                                    |                                                                      |
| 14-1-2017                                                            | Libreville                                                           | Gabon                                                                | 1 – 1                                                                | Guinea-Bissau                                                        | Coppa d'Africa 2017 - 1º turno                                       | -                                                                    | 84’                                                                  |
| 18-1-2017                                                            | Libreville                                                           | Gabon                                                                | 1 – 1                                                                | Burkina Faso                                                         | Coppa d'Africa 2017 - 1º turno                                       | -                                                                    | 75’                                                                  |
| 22-1-2017                                                            | Libreville                                                           | Gabon                                                                | 0 – 0                                                                | Camerun                                                              | Coppa d'Africa 2017 - 1º turno                                       | -                                                                    |                                                                      |
| 11-11-2017                                                           | Franceville                                                          | Gabon                                                                | 0 – 0                                                                | Mali                                                                 | Qual. Mondiali 2018                                                  | -                                                                    | 89’                                                                  |
| 14-11-2017                                                           | Franceville                                                          | Gabon                                                                | 0 – 0                                                                | Botswana                                                             | Amichevole                                                           | -                                                                    | 85’                                                                  |
| 22-3-2018                                                            | Bangkok                                                              | Thailandia                                                           | 0 – 0 dts (4 - 2 dtr)                                                | Gabon                                                                | Amichevole                                                           | -                                                                    | 91’                                                                  |
| 25-3-2018                                                            | Bangkok                                                              | Gabon                                                                | 1 – 0                                                                | Emirati Arabi Uniti                                                  | Amichevole                                                           | -                                                                    |                                                                      |
| 8-9-2018                                                             | Libreville                                                           | Gabon                                                                | 1 – 1                                                                | Burundi                                                              | Qual. Coppa d'Africa 2019                                            | -                                                                    | 90’                                                                  |
| 11-9-2018                                                            | Libreville                                                           | Gabon                                                                | 0 – 1                                                                | Zambia                                                               | Amichevole                                                           | -                                                                    | 81’                                                                  |
| 12-10-2018                                                           | Libreville                                                           | Gabon                                                                | 3 – 0                                                                | Sudan del Sud                                                        | Qual. Coppa d'Africa 2019                                            | -                                                                    |                                                                      |
| 16-10-2018                                                           | Giuba                                                                | Sudan del Sud                                                        | 0 – 1                                                                | Gabon                                                                | Qual. Coppa d'Africa 2019                                            | 1                                                                    |                                                                      |
| 17-11-2018                                                           | Libreville                                                           | Gabon                                                                | 0 – 1                                                                | Mali                                                                 | Qual. Coppa d'Africa 2019                                            | -                                                                    |                                                                      |
| 23-3-2019                                                            | Bujumbura                                                            | Burundi                                                              | 1 – 1                                                                | Gabon                                                                | Qual. Coppa d'Africa 2019                                            | -                                                                    | 59’ 88’                                                              |
| 10-10-2019                                                           | Saint-Leu-la-Forêt                                                   | Burkina Faso                                                         | 0 – 1                                                                | Gabon                                                                | Amichevole                                                           | -                                                                    | 65’                                                                  |
| 15-10-2019                                                           | Tangeri                                                              | Marocco                                                              | 2 – 3                                                                | Gabon                                                                | Amichevole                                                           | -                                                                    |                                                                      |
| 12-11-2020                                                           | Franceville                                                          | Gabon                                                                | 2 – 1                                                                | Gambia                                                               | Qual. Coppa d'Africa 2021                                            | -                                                                    | 84’                                                                  |
| 16-11-2020                                                           | Bakau                                                                | Gambia                                                               | 2 – 1                                                                | Gabon                                                                | Qual. Coppa d'Africa 2021                                            | -                                                                    | 39’ 86’                                                              |
| 25-3-2021                                                            | Franceville                                                          | Gabon                                                                | 3 – 0                                                                | RD del Congo                                                         | Qual. Coppa d'Africa 2021                                            | -                                                                    | 75’                                                                  |
| 1-9-2021                                                             | Bengasi                                                              | Libia                                                                | 2 – 1                                                                | Gabon                                                                | Qual. Mondiali 2022                                                  | 1                                                                    |                                                                      |
| 5-9-2021                                                             | Franceville                                                          | Gabon                                                                | 1 – 1                                                                | Egitto                                                               | Qual. Mondiali 2022                                                  | -                                                                    |                                                                      |
| 8-10-2021                                                            | Luanda                                                               | Angola                                                               | 3 – 1                                                                | Gabon                                                                | Qual. Mondiali 2022                                                  | -                                                                    |                                                                      |
| 11-10-2021                                                           | Franceville                                                          | Gabon                                                                | 2 – 0                                                                | Angola                                                               | Qual. Mondiali 2022                                                  | -                                                                    |                                                                      |
| 12-11-2021                                                           | Franceville                                                          | Gabon                                                                | 1 – 0                                                                | Libia                                                                | Qual. Mondiali 2022                                                  | -                                                                    | 68’                                                                  |
| 2-1-2022                                                             | Dubai                                                                | Burkina Faso                                                         | 3 – 0                                                                | Gabon                                                                | Amichevole                                                           | -                                                                    | 46’                                                                  |
| 4-1-2022                                                             | Dubai                                                                | Mauritania                                                           | 1 – 1                                                                | Gabon                                                                | Amichevole                                                           | -                                                                    | 40’                                                                  |
| 10-1-2022                                                            | Yaoundé                                                              | Comore                                                               | 0 – 1                                                                | Gabon                                                                | Qual. Coppa d'Africa 2021                                            | -                                                                    | 61’                                                                  |
| 14-1-2022                                                            | Yaoundé                                                              | Gabon                                                                | 1 – 1                                                                | Ghana                                                                | Qual. Coppa d'Africa 2021                                            | -                                                                    |                                                                      |
| 18-1-2022                                                            | Yaoundé                                                              | Gabon                                                                | 2 – 2                                                                | Marocco                                                              | Coppa d'Africa 2021 - 1º turno                                       | -                                                                    |                                                                      |
| 18-1-2022                                                            | Yaoundé                                                              | Gabon                                                                | 2 – 2                                                                | Marocco                                                              | Coppa d'Africa 2021 - 1º turno                                       | -                                                                    |                                                                      |
| 23-1-2022                                                            | Limbe                                                                | Burkina Faso                                                         | 1 – 1 dts (7 – 6 dtr)                                                | Gabon                                                                | Coppa d'Africa 2021 - Ottavi di finale                               | -                                                                    | 58’                                                                  |
| 4-6-2022                                                             | Kinshasa                                                             | RD del Congo                                                         | 0 – 1                                                                | Gabon                                                                | Qual. Coppa d'Africa 2023                                            | -                                                                    |                                                                      |
| 8-6-2022                                                             | Franceville                                                          | Gabon                                                                | 0 – 0                                                                | Mauritania                                                           | Qual. Coppa d'Africa 2023                                            | -                                                                    |                                                                      |
| 17-11-2022                                                           | Adalia                                                               | Gabon                                                                | 3 – 1                                                                | Guinea-Bissau                                                        | Amichevole                                                           | -                                                                    |                                                                      |
| 18-6-2023                                                            | Franceville                                                          | Gabon                                                                | 0 – 2                                                                | RD del Congo                                                         | Qual. Coppa d'Africa 2023                                            | -                                                                    |                                                                      |
| 23-3-2025                                                            | Nairobi                                                              | Kenya                                                                | 1 – 2                                                                | Gabon                                                                | Qual. Mondiali 2026                                                  | -                                                                    | 64’                                                                  |
| Totale                                                               |                                                                      | Presenze                                                             | 80                                                                   |                                                                      | Reti                                                                 | 3                                                                    |                                                                      |

## Palmarès

### Club

#### Competizioni nazionali
- Coppa di Francia: 1

Bordeaux: 2012-2013

### Individuale
- Miglior giocatore della Supercoppa di Francia: 1

2013